# Intensität (Physik)
Die Intensität oder Strahlungsintensität {\displaystyle I} ist in der Physik meist die Flächenleistungsdichte beim Transport von Energie. Der Begriff wird auch für den Betrag der Flächenstromdichte anderer physikalischer Größen verwendet.
Die Bezeichnung wird meist für Wellenphänomene wie elektromagnetische Strahlung oder Schall (Schallintensität) verwendet, aber auch für alle anderen Arten von Transport, z. B. für die Teilchendichte in der Quantenmechanik.
Außerhalb der Physik wird der Begriff in ungenauer Weise auch für „Stärke“, „Kraft“, „Amplitude“, oder „Pegel“ verwendet.

## Berechnung
Die Intensität berechnet sich (in Klammern beispielhafte vereinfachte Formeln für die Energie {\displaystyle E} als betrachtete Größe):
- für eine gegebene Fläche {\displaystyle A} im Raum: als Quotient aus der (durch diese Fläche) pro Zeit {\displaystyle t} übertragenen Menge der betreffenden Größe und der Größe der Fläche:

{\displaystyle I={\frac {\frac {dE}{dt}}{A}}={\frac {P}{A}}}
mit der Leistung {\displaystyle P}

oder
- als Produkt aus der volumenbezogenen Dichte (z. B. Energiedichte {\displaystyle w}) und der Geschwindigkeit {\displaystyle v} des Transports:

{\displaystyle I=w\cdot v={\frac {dE}{dV}}\cdot {\frac {ds}{dt}}}

## Intensität in der Radiometrie und Photometrie
In der Radio- und Photometrie werden folgende Größen als „Intensität“ („Strahlungsintensität“ bzw. „Lichtintensität“) bezeichnet::
- Bestrahlungsstärke (radiometrisch): die Leistung elektromagnetischer Strahlung durch Fläche (durchströmte Fläche oder Fläche, auf die die Strahlung trifft)
- Beleuchtungsstärke (photometrisch): die Bestrahlungsstärke, gewichtet mit der Empfindlichkeit des menschlichen Auges (photometrisches Strahlungsäquivalent).

Mit „Intensität“ kann aber – abweichend von der einleitend genannten generellen Definition von „Intensität“ – auch die Leistung in Bezug auf den Raumwinkel gemeint sein (Strahl- und Lichtstärke beschreiben Eigenschaften der Strahlungsquelle; sie sind unabhängig von der Position des Strahlungsempfängers):
- Strahlstärke: die Leistung elektromagnetischer Strahlung durch Raumwinkel (bei Radiowellen lautet der Begriff „Strahlungsintensität“[2]),
- Lichtstärke: die Strahlstärke, gewichtet mit dem photometrischen Strahlungsäquivalent.

Im Englischen stehen die Begriffe radiant intensity und luminous intensity für die Strahlstärke bzw. die Lichtstärke. Light intensity hingegen ist mehrdeutig.

## Intensität in der Wellenlehre
Die Intensität elektromagnetischer Strahlung ist der Betrag des zeitlichen Mittels {\displaystyle \textstyle \langle \dots \rangle _{t}} des Poynting-Vektors {\displaystyle \textstyle S}:
{\displaystyle I=|\langle S\rangle _{t}|}
In Medien ohne Dispersion mit der Energiedichte {\displaystyle \textstyle W} gilt folgender Zusammenhang mit der Gruppengeschwindigkeit {\displaystyle \textstyle v_{\mathrm {gr} }}:
{\displaystyle I=\langle W\rangle _{t}\;v_{\mathrm {gr} }}
Bei einer monochromatischen, linear polarisierten elektromagnetischen Welle im Vakuum ist die Intensität:
{\displaystyle I={\frac {1}{2}}c\,\varepsilon _{0}E_{0}^{2}={\frac {1}{2}}{\frac {c}{\mu _{0}}}B_{0}^{2}={\frac {1}{2}}c\,\mu _{0}H_{0}^{2}\,.}
Dabei ist
- {\displaystyle c} die Lichtgeschwindigkeit
- {\displaystyle \varepsilon _{0}} die elektrische Feldkonstante
- {\displaystyle \mu _{0}} die magnetische Feldkonstante
- {\displaystyle E_{0}} die maximale Amplitude (elektrische Feldstärke) des elektrischen Felds der Welle
- {\displaystyle B_{0}} die maximale Amplitude (magnetische Flussdichte) des magnetischen Felds der Welle
- {\displaystyle H_{0}} die maximale magnetische Feldstärke des magnetischen Felds der Welle.

Die Intensität ist also proportional zum Quadrat der Amplitude {\displaystyle \textstyle A} der Welle:
{\displaystyle I\propto A^{2}}.
In linearen dielektrischen Medien mit dem Brechungsindex {\displaystyle \textstyle n} gilt:
{\displaystyle I={\frac {1}{2}}c\,n\,\varepsilon _{0}E_{0}^{2}}.

## Intensität einer Punktquelle

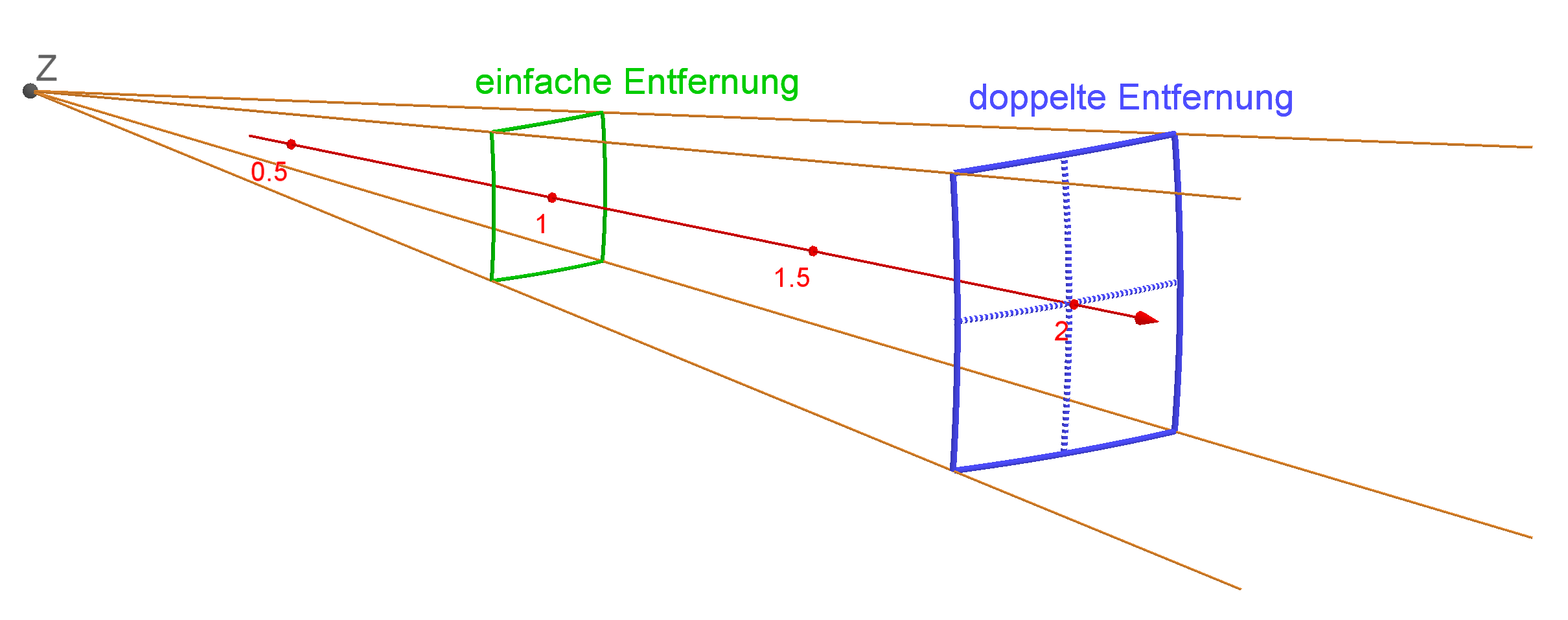
Veranschaulichung der quadratischen Abnahme mit der Entfernung nach Martin Wagenschein

Strahlt eine Punktquelle die Leistung {\displaystyle \textstyle P} in drei Dimensionen aus und gibt es keinen Energieverlust, dann fällt die Intensität quadratisch mit dem Abstand {\displaystyle \textstyle r} vom Objekt ab:
{\displaystyle I={\frac {P}{4\pi r^{2}}}\,}.

## Einfluss eines Mediums
Wenn das Medium dämpft (absorbiert), verliert die Welle Energie, welche z. B. in Wärmeenergie umgewandelt wird. Nimmt man an, dass die Intensitätsabnahme proportional der am jeweiligen Ort {\displaystyle r} vorhandenen Intensität ist, so ergibt sich analog zum Zerfallsgesetz ein exponentieller Verlauf, das Lambert-Beersche Gesetz:
{\displaystyle I(r)=I_{0}\cdot \mathrm {e} ^{-\mu r}}
mit dem Absorptionskoeffizienten {\displaystyle \mu }, der die Materialeigenschaften des durchquerten Mediums beschreibt.
Mit zunehmender Ausbreitung der Welle im Medium nimmt also deren Intensität exponentiell ab.